# Dekotora

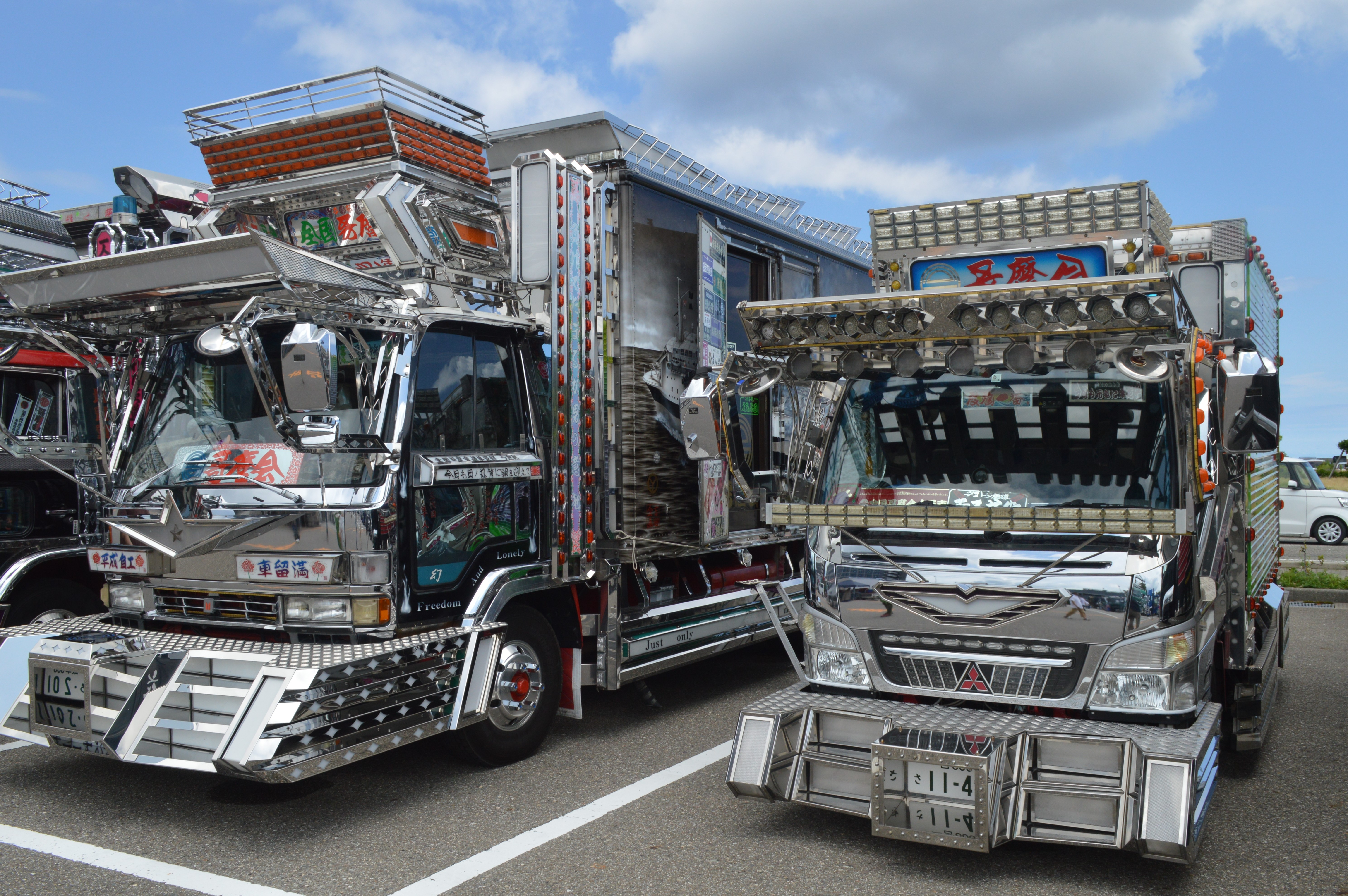
Dekotara. Se ven los grandes decorados: Luces de neón, pinturas extravagantes y cromados.

El término Dekotora, o Decotora hace referencia a un tipo de decoración extravagante en Buses o camiones en Japón. Aunque en casi todo el mundo los autos, (tanto normales como camiones) han sido decorados, y en algunos lugares los buses y camiones han sido objeto especial de decoración, el dekotora es único por su extravagancia. 

## Etimología
Su etimología proviene de デコトラ dekotora, que es una abreviación de "Decoration Truck" en inglés. También se le llama "アートトラック atotoraku", que traducido al inglés es Art Trucks.

## Historia
El Dekotora surgió en los 70's, junto con los programas televisivos japoneses que tenían como protagonistas a los conductores de los camiones. En aquellas décadas, Toei (una empresa de producción de televisión japonesa), llamada Torakku Yaru (Hombres de Camión o Chicos de camión). El protagonista era un conductor de camión que manejaba su máquina por todo Japón. En total fueron 10 películas, y fueron todo un éxito en Japón.
El Gundam y especialmente los Mecha's (tipos de robots pertenecientes a la ciencia ficción comandados por una o más personas) tuvieron en el dekotora una fuerte influencia desde los años 90. En general, al ciencia ficción también aporta mucho al dekotora. También la historia antigua de Japón tiene mucho que ver en el dekotora, ya que algunos modelos suelen imitar antiguas pagodas, y de cierto modo también samuráis y ninjas.

## Dekotora

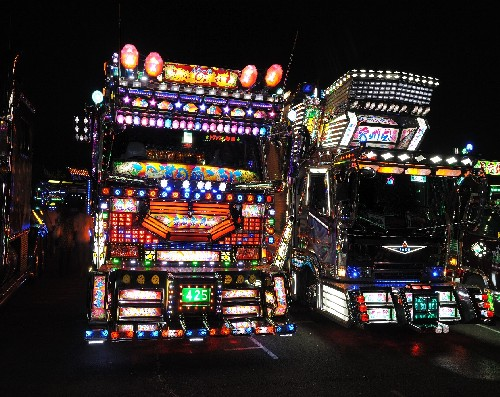
Algunas características del decorado se ven mejor en la noche, como los cromados y las luces de neón.

El dekotora es practicado por muchos conductores de camión, llegando a ser algo muy común de ver en las principales ciudades, como Tokio. Es hecho casi que en cualquier camión, y no importa la marca, aunque es más común ver en Japón marcas como Toyota, Mitsubishi y otras del mismo país como isuzu, hino, Mitsubishi Fuso entre otros, en los exóticos se ha podido aplicar en camiones como los Mercedes Benz Actros y Axor que tienen disposición cab over como los camiones japoneses comunes.
Involucra muchas decoraciones, tanto en el exterior como en el interior del camión. Afuera del camión se pueden encontrar luces de neón, bombillas de colores, extensiones (en los parachoques y en los retrovisores), acabados cromados de distintos estilos (futuristas, clásicos) incrustaciones de diversos metales brillantes e impresiones de caracteres japoneses con mensajes o imágenes.
En el interior se pueden hallar tapizados de colores vivos, lámparas (de varios tipos, como de lava, de neón, e incluso de araña), llaveros y portaobjetos, cojines y adornos. 
Es realizado tanto por los mismos conductores por diversión, o por gente dedicada simplemente a eso por hobby para ocasiones especiales, aunque las sociedades oficiales de dekotoras no aceptan este último como un dekotora real.

## Sociedades Dekotora
Las sociedades dekotara son agrupaciones de conductores que se reúnen bajo el nombre de una sociedad (que usualmente toma el nombre de la región, como "Sociedad Kanto") para mostrar sus camiones. Dentro de las sociedades hay miembros más experimentados que otros, llamados jueces, quienes determinan ganadores en concursos, nuevos miembros, etc.
Usualmente cada miembro posee una chaqueta que lo identifica con la sociedad. Para pertenecer a esta se hace obligatoria la utilización laboral del camión con el cual ingresará a la misma. Además, el camión siempre debe tener los accesorios puestos, y debe lucir impecable.